# Герб Томашова
Герб Томашова - герб міста в східній Польщі, на річці Солокія, адміністративний центр Томашівського повіту Люблінського воєводства. 
Опис: у зеленому полі, в анфас фігура святого апостола Фоми, що одягнений у білі шати та червону накидку із золотим німбом і тримаєспис у правиці. Біля підніжжя святого - герб Єліта: три схрещені золоті списи у червоному щиті. 
Зображення святого в гербі посилається на назву міста. 
Герб був затверджений постановою № XXXII / 252/2001 міської ради Томашова від 26 березня 2001 року. 